# Miss Belgique 2014
Miss Belgique 2014, 81e élection de Miss Belgique, s'est déroulée le 11 janvier 2014 au Théâtre de Plopsaland de La Panne. La gagnante, Laurence Langen, succède à Noémie Happart, Miss Belgique 2013.
Le concours a été présenté par Véronique De Kock, Miss Belgique 1995 et Patrick Ridremont. Il a été diffusé sur AB3 en Wallonie.

## Classement final
| Titre | Candidates |
| --- | --- |
| Miss Belgique 2014 - Représentante de la Belgique en titre à Miss Monde 2014 et Miss Univers 2014 - Désistement des deux concours internationaux et remplacement d'Anissa Blondin | - Limbourg - Laurence Langen |
| 1re dauphine - Représentante de la Belgique à Miss Monde 2014 et Miss Univers 2014 - Non classée à Miss Monde 2014 - Non classée à Miss Univers 2014                              | - Brabant flamand - Anissa Blondin |
| 2e dauphine | - Luxembourg - Laura Charlier |
| Top 6 | - Anvers - Sarah Van Elst - Limbourg - Laura Antonacci - Limbourg - Lotte Feyen |
| Top 12 | - Anvers - Élisabeth Marckx - Anvers - Emilie Hendrickx - Brabant wallon - Alexandra Watrice - Flandre occidentale -Cindy Sabbe - Liège - Catherine Haduca - Namur - Maureen Caltagirone |

## Candidates
| Titre régional                           | Nom                   | Âge    | Résidence       | Élue le                      |
| ---------------------------------------- | --------------------- | ------ | --------------- | ---------------------------- |
| Crown Card de Miss Limbourg              | Valeria Broggio       | 18 ans | Houthalen       | 21 septembre 2013 à Hasselt  |
| 1re dauphine de Miss Liège               | Sarah Mangione        | 20 ans | Ans             | 31 août 2013 à Namur         |
| Miss Namur                               | Pamela Jeanmart       | 23 ans | Sambreville     | 30 août 2013 à Namur         |
| 1re dauphine de Miss Anvers              | Emilie Hendrickx      | 19 ans | Anvers          | 28 septembre 2013 à Anvers   |
| 1re dauphine de Miss Namur               | Maureen Caltagirone   | 19 ans | Stave           | 30 août 2013 à Namur         |
| Miss Flandre orientale                   | Axandre Van den Hende | 19 ans | Heusden         | 14 septembre 2013 à Knokke   |
| 1re dauphine de Miss Flandre orientale   | Hajer Godefroot       | 22 ans | Gand            | 14 septembre 2013 à Knokke   |
| 1re dauphine de Miss Flandre occidentale | Evy Samain            | 22 ans | Izegem          | 14 septembre 2013 à Knokke   |
| Miss Hainaut                             | Ana Caliskan          | 21 ans | Ham-sur-Heure   | 30 août 2013 à Namur         |
| 1re dauphine de Miss Brabant flamand     | Farah Amri            | 18 ans | Tirlemont       | 8 septembre 2013 à Roosdaal  |
| Miss Bruxelles                           | Maïté Royer           | 21 ans | Uccle           | 8 septembre 2013 à Bruxelles |
| Crown Card de Miss Limbourg              | Laura Antonacci       | 22 ans | Beverlo         | 21 septembre 2013 à Hasselt  |
| Miss Brabant flamand                     | Anissa Blondin        | 21 ans | Dworp           | 8 septembre 2013 à Roosdaal  |
| 1re dauphine de Miss Limbourg            | Lotte Feyen           | 20 ans | Peer            | 21 septembre 2013 à Hasselt  |
| Miss Luxembourg                          | Laura Charlier        | 22 ans | Paliseul        | 31 août 2013 à Namur         |
| Miss Anvers                              | Sarah Van Elst        | 22 ans | Malines         | 28 septembre 2013 à Anvers   |
| Miss Liège                               | Catherine Haduca      | 22 ans | Liège           | 31 août 2013 à Namur         |
| Miss Flandre occidentale                 | Cindy Sabbe           | 20 ans | Jabbeke         | 14 septembre 2013 à Knokke   |
| Crown Card de Miss Brabant flamand       | Coralie Porrovecchio  | 18 ans | Dilbeek         | 8 septembre 2013 à Roosdaal  |
| 2e dauphine de Miss Limbourg             | Laurence Langen       | 19 ans | Genk            | 21 septembre 2013 à Hasselt  |
| 1re dauphine de Miss Hainaut             | Camille Roger         | 20 ans | Quévy           | 30 août 2013 à Namur         |
| 2e dauphine de Miss Anvers               | Élisabeth Marckx      | 18 ans | Aartselaar      | 28 septembre 2013 à Anvers   |
| Miss Brabant wallon                      | Alexandra Watrice     | 19 ans | La Hulpe        | 8 septembre 2013 à Roosdaal  |
| Crown Card de Miss Brabant flamand       | Morgane Lemmens       | 19 ans | Strombeek-Bever | 8 septembre 2013 à Roosdaal  |

### Prix attribués
| Prix                                          | Nom                               |
| --------------------------------------------- | --------------------------------- |
| Miss Sympathie                                | Limbourg - Laura Antonacci        |
| Miss Sport                                    | Bruxelles - Maïté Royer           |
| Miss Charité (Miss Charity)                   | Anvers - Emilie Hendrickx         |
| Beach Babe (la plus belle fille sur la plage) | Liège - Catherine Haduca          |
| Miss Média social (Miss Social Media)         | Flandre occidentale - Cindy Sabbe |
| Miss Photogénique (Miss Photogenic)           | Limbourg - Lotte Feyen            |
| Miss Talent                                   | Namur - Maureen Caltagirone       |

## Observations